# Gilmore Girls
Gilmore Girls (literalment, en català, "Les noies Gilmore") és una sèrie de televisió de comèdia i drama estatunidenca, que va emetre's als Estats Units l'octubre del 2000 i posteriorment a molts altres països del món. És protagonitzada per Lauren Graham (Lorelai Gilmore) i Alexis Bledel (Rory Gilmore). Va ser creada per Amy Sherman-Palladino. El primer programa va debutar el 5 d'octubre de 2000 a The WB i es va convertir en una sèrie insígnia de la xarxa. Gilmore Girls va funcionar durant set temporades i l'últim episodi va ser emès als Estats Units el 15 de maig del 2007. Al 2016 però, el servei per streaming de Netflix va estrenar una minisèrie de quatre capítols, anomenada Gilmore Girls: A Year in the Life, que segueix la història dels personatges nou anys després. La sèrie es rodava en un enorme decorat anomenat "Midwest Street", construït en la part darrera dels estudis de la Warner Bros.
Gilmore Girls va rebre elogis de la crítica pel seu diàleg enginyós, l'atractiu intergeneracional i la barreja afectiva d'humor i drama. Va ser un èxit per a The WB, que va assolir el màxim d'espectadors d'urant la cinquena temporada com el segon programa més popular de la cadena televisiva. La sèrie s'ha distribuït diàriament des del 2004, mentre que un nombre creixent de seguidors l'ha portat a ser un clàssic de culte nord-americà dels anys 2000.

## Premissa
La sèrie té dos personatges principals: l'enginyosa mare soltera de trenta-dos anys Lorelai Gilmore i la seva filla adolescent intel·lectucal Rory Gilmore (abreviatura de Lorelai, mare i filla tenen el mateix nom). La seva història de fons s'estableix a principis del programa: Lorelai va créixer a Hartford, Connecticut, amb els seus pares rics, Richard i Emily, però sempre es va sentir ofegada en aquest entorn.

## Argument
La sèrie tracta sobre la vida de Lorelai Victoria Gilmore (Lauren Graham) i de la seva filla Lorelai "Rory" Leigh Gilmore (Alexis Bledel), i es desenvolupa a la ciutat fictícia Stars Hollow, Connecticut, una típica vila de Nova Anglaterra.
Comença quan Lorelai manlleva diners als seus pares adinerats, amb els que tan sols havia tractat des del naixement de Rory, per matricular la seva filla en un prestigiós col·legi de Hartford (Chilton).
Els pares de Lorelai accepten amb la única condició de que ambdues sopin amb ells cada divendres.
Els pares de Lorelai pertanyen a la classe alta de Hartford i mantenen una relació difícil amb la seva filla, per la seva diferent visió sobre la vida.
El moment de major conflicte entre ells es produeix amb l'embaràs de Lorelai als 16 anys. Aquest fet fa que els seus pares vulguin que es casi amb el seu xicot, Christopher Hayden (David Sutcliffe), pare de la criatura.
Davant d'aquesta situació, Lorelai respon fugint de casa per refugiar-se en un hotel d'un poble proper (Stars Hollow).
La propietària d'aquest hotel les cuida i ajuda com si es tractés de la seva filla i neta, oferint-treball en el negoci a Lorelai, i un lloc per viure .
En el moment de començament de la sèrie, Lorelai és la directora de l'hotel, la qual cosa reflecteix el dur treball i el que ha aconseguit durant els últims 16 anys. Rory, per la seva banda, se la descriu des del principi, com la més prudent i responsable de les dues. Ella és una adolescent de 16 anys molt intel·ligent, amb molt bon gust literàri i musical.
La sèrie segueix les peripècies de mare i filla durant els anys següents, amb temes com recorregut professional, sentimental, educatiu, etc. d'ambdós personatges i del seu entorn directe.
Es caracteritza per l'alt ritme dels diàlegs i les contínues referències culturals a la música rock i pop, el cinema, la literatura, la política i el feminisme.

## Personatges principals
- Lorelai Gilmore - Lauren Graham
- Rory Gilmore - Alexis Bledel
- Luke Danes - Scott Patterson
- Jess Mariano - Milo Ventimiglia, episodis 26-65
- Emily Gilmore - Kelly Bishop
- Richard Gilmore - Edward Herrmann
- Sookie St. James Melville - Melissa McCarthy
- Logan Huntzberger - Matt Czuchry, temporada 5-6-7
- Kirk Gleason - Sean Gunn, des de l'episodi 2
- Lane Kim - Keiko Agena
- Paris Geller - Liza Weil, des de l'episodi 2
- Michel Gerard - Yanic Truesdale
- Dean Forester - Jared Padalecki, episodis 1-65

## Altres personatges
- Babette Dell - Sally Struthers (1 a 7)
- Patricia "Miss Patty" LaCosta - Liz Torres (1 a 7)
- Jackson Melville - Jackson Douglas (1 a 7)
- Sra. Kim - Emily Kuroda (1 a 7)
- Hanlin Charleston|Director Charleston - Dakin Matthews (1 a 3, 5 y 7)
- Trix Gilmore - Marion Ross (1 a 4)
- Max Medina - Scott Cohen (1 a 3)
- Tristan Dugray - Chad Michael Murray (1 y 2)
- Trovador de Stars Hollow|Grant (trobador) - Grant-Lee Phillips (1 a 7)
- Morey Dell - Ted Rooney (1 a 7)
- Christopher Hayden - David Sutcliffe (1 a 7)
- Sherry Tinsdale - Mädchen Amick (2 y 3)
- Taylor Doose - Michael Winters (1 a 7)
- Brad Langford - Adam Wylie (1 a 3)
- Louise Grant - Teal Redmann (1 a 4)
- Madeline Lynn - Shelly Cole (1 a 4)
- Dave Rygalski - Adam Brody (3)
- Zack Van Gerbig - Todd Lowe (3 a 7)
- Brian Fuller - John Cabrera (3 a 7)
- Asher Fleming - Michael York (4)
- Liz Danes - Kathleen Wilhoite (4 a 7)
- April Nardini - Vanessa Marano (6-7)
- Doyle McMaster - Danny Strong (4 a 7)
- Marty - Wayne Wilcox (4-5-7)
- Gil - Sebastian Bach (4 a 7)
- TJ - Michael DeLuise (4 a 7)
- Lucy - Krysten Ritter (7)
- Gypsy - Rose Abdoo (1 a 7)

## Curiositats
El personatge d'Alexis Bledel, igual que el de la seva mare en la ficció, estan boges pel cafè, però a Alexis no li agradava i havien de canviar el cafè per Coca-Cola.
L'episodi 3x21 "Here comes the són" seria l'episodi pilot del que pretenien que fos un spin-off de Jess Mariano però es va declinar a causa que la gravació a Venice Beach era molt costosa.
La candidata per a ser Lorelai era Sheryl Fenn, però estava treballant en una altra sèrie en aquell moment i, a canvi, va tenir dos papers diferents en The Gilmore Girls, el primer com la madrastra de Jess i el segon més recurrent durant la temporada 6 i 7 com la mare d'April, la filla de Luke.
Liza Weil (Paris en la ficció), es va presentar a la prova per ser Rory encara que no encaixava, però la seva actuació va agradar tant que van crear un paper per a ella.
Durant les set temporades de la sèrie s'esmenten 339 llibres diferents.

## MinisèrieGilmore Girls: A Year in the Life
El 25 de novembre de 2016 es va estrenara Netflix la minisèrie 'Gilmore Girls: Un Nou Any' (Gilmore Girls: A Year in the Life), la qual va tenir crítiques positives. Aquesta va marcar el retorn d'Amy Sherman-Palladino i el seu marit Daniel Palladino com a productors executius, escriptors i directors, després d'abandonar la trama a la sisena temporada de la sèrie.
La minisèrie consisteix en quatre episodis d'entre 88 a 102 minuts en els quals se segueix la vida dels personatges nou anys després del final de la sèrie, a través de les quatre estacions d'un any.
Lorelai i Rory continuen amb una vida molt similar a la del final de la sèrie tot i que amb la falta d'un membre de la família, Richard, el pare de Lorelai i avi de Rory. Lorelai segueix dirigint el Dragonfly, encara que sense l'ajuda de Sookie, i contínua amb Luke tot i els alts i baixos de la parella. Viuen junts a la casa de Lorelai però no estan casats, encara que es prometen i es casen en l'últim capítol.
Rory és escriptora encara que amb un futur incert. Rory, a més, no té habitatge ni localització fixa, la qual cosa és una preocupació per a la seva família durant la sèrie. Té una relació peculiar amb un home anomenat Paul del qual ningú se'n recorda, tot i portar força temps, encara que ella té una relació secreta amb el seu xicot de la universitat, Logan.
Els seus ex-xicots apareixen al llarg de la trama: Dean està casat i té nens i Jess segueix sent escriptor i està present en la seva vida pel parentiu amb el seu padrastre, a més a més, segueix enamorat d'ella en secret.
La trama queda oberta a possibles capítols en el futur, ja que acaba amb una gran notícia de Rory a Lorelai just després de casar-se feliçment amb Luke.